# Чорнобильський замок
Чорно́бильський за́мок — дерев'яне укріплення XV—XVII століть на березі річки Прип'ять у Чорнобилі.

## Будівництво
Чорнобильський замок існував уже у XV сторіччі. Близько 1473 або 1482 року його зруйнували татари. Відновили 1521 року.
Стан фортифікаційних споруд на українських землях, які тоді входили до складу Великого князівства Литовського, перевірявся урядом кілька разів. Відомо, принаймні, п'ять ревізій і люстрацій (1471, 1545, 1552, 1559—1590, 1563) з описами укріплень, зокрема і чорнобильського (1552).
1548 року за наказом київського воєводи Фрідріха Пронського спорудили новий замок. Будівництво велось місцевими («тутошними») зем'янськими і церковними людьми під керівництвом урядника Заморенка.

## Опис
Замок звели за давньоруською фортифікаційною наукою. Обнесли його дерев'яною (сосновою) стіною, набитою землею. Укріплення мало 18 «городень», тобто помостів для оборони, і дві вежі. Стіни завершувались бланками, у парапеті яких, станом на 1552 рік, ще не доробили вікна — просвіти-кренелі.
Приступ із боку долини річки Прип'ять був ускладнений. З інших боків місцевість була рівною, «яко по столу».
Навколо замку пролягав «перекопець». Глибина рову становила два сажні. Під час ревізії було наголошено на необхідності його поглиблення. Через перекопець був перекинутий міст на палях.
Замкове подвір'я займало площу 22 сажнів завдовжки і 17 завширшки.
Ані води, ані провізії на час перевірки в замку не було. Зі зброї воєвода забезпечив охорону лише 10 рушницями.
1563 року з частини відправленої з Вільна зброї для Київського або Черкаського замку Чорнобильському укріпленню виділили 6 старих великих фальконетів і 30 гаківниць.
Намісник замку наймав кликунів, які чергували біля брами. На утримання сторожі з кожного подвір'я щороку міщани давали «по одному грошу, по решету зерна, по п'ять плиток солі і по ківшику зерна».
Водночас до військової служби у разі потреби негайно залучали чорнобильських зем'ян. Вони повинні були «против людей неприятельських їздити при воєводі Київському і лежати при ньому в Києві в час непокойний».

## Власники замку
У Чорнобилі окремо існували міська влада на чолі з війтом і замкова адміністріція на чолі з урядником. За грамотою, виданою 1526 року королем польським і великим князем литовським Сигізмундом I, Чорнобильський замок перебував почергово у «держанні» київських бояр. У середині XVI сторіччя державцем був київський воєвода Фрідріх Пронський, а урядником, імовірно, Заморенко.
Чорнобильська волость станом на 1545 рік належала Криштофу Кмітичу. На період з 1548 по 1550 рік Чорнобильський замок у володіння від польського короля отримали київські дворяни Сурини (власний герб – похідний від герба Massalski). 1552 року після смерті бездітного власника всі маєтки перейшли його небожеві Філонові Семеновичу Кміті. 29 березня 1566 року король Польщі й великий князь Литовський Сигізмунд II Август попри протести київських бояр віддав йому у власність замок, як компенсацію за стару власність — Літин, який відійшов Брацлавському староству.
Кміт передав замок у спадок дочці від першого шлюбу Софії, яка вийшла заміж за графа Лукаша Сапігу (після 1567—1626). Таким чином замок перейшов родині Сапігів як придане.
Після смерті Лукаша Сапіги замком керував Казимир Лев Сапега, литовський віце-канцлер, син гетьмана і воєводи Лева Сапіги. 1656 року власником став Казимир Владислав Сапіга, троцький каштелян, який помер у 1703 році. Чорнобиль успадкувала його донька Сесілія, одружена з Яном Каролем Ходкевичем (1686—1712).
Наступним власником став її онук Ян Миколай (1738—1781), жмудський староста. Він не мешкав у замку, а займав сусідню садибу з одноповерховим будинком спочатку з 9, а згодом з 22 кімнатами, 2 кухнями й льохами..
1896 року родина Ходкевичів продала місто російській державі, але замок і садиба залишалися у їхньому володінні до 1910 року.